# The Path (comics)
Pour les articles homonymes, voir The Path.

The Path est un comics publié par CrossGen, scénarisé par Ron Marz et dessiné par Bart Sears, qui dura 24 épisodes incluant une préquelle.

## Synopsis
La série met en scène dans un univers évoquant le Japon médiéval, un moine, Obo-San, qui a hérité de la marque du sigil de son frère, le seigneur de guerre Todosi. Celui-ci est mort tué par les First alors qu’il défendait Nayado, sa nation, contre une invasion de l'empire voisin de Shinacea. Par un mystérieux processus lié à sa marque, la mort de Todosi entraine celle de son assassin, permettant à son frère de recueillir l'arme divine qui l'a tué.
Révolté par le dédain des First, et leur fuite face à l'arme, le moine jure de les détruire tous. Il entre ainsi en rébellion contre les autorités qu’il révérait, refusant de remettre l’arme à son empereur. Avec le soutien de Wulf et Aiko, respectivement lieutenant viking et maîtresse de son frère, il va devoir trouver sa voie, en maîtrisant les dons que lui confère la marque.

## À noter
Les personnages de la série sont introduits dans les deux premiers épisodes de la série The First, résumé dans la préquelle.

## Publications
La préquelle et les numéros 1-7 de la série ont été traduits en France dans les numéros 2-7 de la revue Crossgen Extra de Semic qui s'arrêtera faute de succès.
Les épisodes 1-12 feront aussi l’objet de 3 albums en librairie par Semic, traduisant jusqu'au numéro 12 de la version originale.